# Harraiya
Harraiya là một thị xã và là một nagar panchayat của quận Basti thuộc bang Uttar Pradesh, Ấn Độ.

## Nhân khẩu
Theo điều tra dân số năm 2001 của Ấn Độ, Harraiya có dân số 8333 người. Phái nam chiếm 52% tổng số dân và phái nữ chiếm 48%. Harraiya có tỷ lệ 65% biết đọc biết viết, cao hơn tỷ lệ trung bình toàn quốc là 59,5%: tỷ lệ cho phái nam là 72%, và tỷ lệ cho phái nữ là 56%. Tại Harraiya, 17% dân số nhỏ hơn 6 tuổi.